# 無限のフロンティアEXCEED スーパーロボット大戦OGサーガ
『無限のフロンティアEXCEED スーパーロボット大戦OGサーガ』（むげんのフロンティアエクシード スーパーロボットたいせんオージーサーガ）は2010年2月25日にバンダイナムコゲームス（バンプレストレーベル）から発売されたニンテンドーDS用RPG。

## 概要
異世界を舞台に、人間、アンドロイド、獣人といったさまざまな種族が登場するファンタジーRPGとして、2008年に発売された『無限のフロンティア スーパーロボット大戦OGサーガ』の続編。バンダイナムコゲームスが展開しているロボットウォーシミュレーションゲーム「スーパーロボット大戦OGシリーズ」とキャラクターや世界観がリンクしていることから「スーパーロボット大戦OGサーガ」の副題がついており、「スーパーロボット大戦シリーズ」のひとつに数えられている。
今作は前作のエンディングから約3か月後が舞台となる。前作には直接登場しなかったスーパーロボット大戦OGシリーズのキャラクターが登場しており、両者の関係はより密接なものになっている。また、「EXCEED」（英語で「○○を超える」という意味）というタイトル通り、戦闘演出やカットインなども前作と比べて大幅に強化されている。
設定資料集とDSカードケース、前作『無限のフロンティア』と今作のサウンドトラックを同梱した限定版も同時発売された。

## あらすじ
アインストの首魁・ヴァールシャイン・リヒカイトが倒れ、様々な世界が融合したエンドレス・フロンティア。融合した世界の一つ「波国」の闘士・アレディ・ナアシュは、師のシンディ・バードから、突如として姿を消した羅刹機・アルクオンの捜索と、妖精族の姫であるネージュ・ハウゼンを護衛し、エスピナ城へと送り届ける任務を命じられる。
同じ頃、ハーケン・ブロウニングを初めとするかつての冒険者たちは、新たな世界の情勢の調査や自国の再建、世界各地で出現した黒いミルトカイル石への対策、そして前回のラストバトルを最後に行方不明になっている零児・小牟・KOS-MOSを探してそれぞれ別行動を取っていた。
旅を続ける中で、アレディたちとは異なる修羅の別勢力や、波国で修羅と戦争状態にあった国家・アグラッドヘイム、Wナンバーの残党など、様々な勢力が各々の目的を持って世界を脅かそうとしていることが明らかになる。全く別の世界から転移してきた記憶喪失の二人組・アクセル・アルマーとアルフィミィを新たに仲間に加え、一行は再び世界の危機に立ち向かっていく。

## システム

### 新システム
支援攻撃
本作から搭載された新要素。支援キャラクターが仲間になっている状態で使用可能。援護とは別枠で扱われ、支援を行った後で必殺技を使うこともできる。支援を行うには支援・援護の残り回数が0でないことと、前衛のキャラクターに支援キャラクターが設定されている必要がある。回数は援護攻撃と共用。
支援キャラクターはそれぞれ能力に対する補正効果や精神コマンドを発動できる技能を持っている（例：キュオンを支援につけた場合、一定の確率で「毒舌」を発動する）。各種のロボットは支援キャラクター扱いに変更され、任意のキャラクターの支援につけて好きなタイミングで呼び出すことができるようになった。
なお、パーティーキャラクターを支援キャラクターにしたり、支援キャラクターを直接戦闘に参加させることはできない。
援護防御
本家シリーズにあり、前作になかった要素。敵の攻撃ターゲットになった時に、後衛キャラクターがダメージを肩代わりする。
援護防御を行うと前衛と後衛が入れ替わり、後衛だったキャラクターのCOMは0の状態となるが、SP消費無しに「不屈」がかかった状態で敵の攻撃を受けるようになっている。

### 前作からの変更点
フロンティアゲージの持ち越し
前作では戦闘終了後、フロンティアゲージが0に戻っていたが、本作では溜めたゲージは保存され持ち越しが行われるようになった。
強制回避
前作では敵専用能力だったが、今作ではHPが30％以下になった時にフロンティアゲージが50％以上あれば、50％分消費することで味方でも発動が可能になった。ただし、発動できない時もある。
また、敵の強制回避発動は、Eゲージが一杯になっている状態でコンボが途切れた時に、表示された確率で発動するようになった。敵が行動したり、連続攻撃を行うと、敵Eゲージは減少する。強制回避が発動すると敵Eゲージは0に戻る。その際一定確率で、反撃行動を取る場合がある。
必殺技
本作では初期状態では必殺技は一つしかないが、物語が進むと第2の必殺技が使用可能となる。また、前作では単独攻撃用の必殺技しかなかったが、本作では敵複数を攻撃する必殺技も新たに登場する。なお、初期の必殺技はレベルが上がると威力と演出が強化される。
賞金首
「賞金首」という敵キャラクターが登場するようになった。賞金首はダンジョンに張られている手配書に居場所が書かれており、見つけ出して倒すと懸賞金や希少なアイテムを手に入れることができる。
演出面
各キャラクターに新規の立ち絵および表情が追加された。また、キャラクターボイスが戦闘だけでなく、一部のイベントシーンでも再生されるようになった。
その他
- チュートリアルが強化された。最低限の説明しかなかった前作に比べ本作では実際のアクションが例示される。従来のチュートリアルも継続して搭載されている。
- セーブがワールドマップ上でいつでも出来るようになった。また街などの施設で存在した「セーブする」コマンドがそれに伴い消滅した（街の中でもメニューコマンドを選べばセーブは可能）。
- ワールドミニマップが搭載され、世界のどこにいるのかやどこに辿り着いたのかが表示されるようになった。
- 前衛と後衛の入れ替えが戦闘中でも行えるようになった。入れ替えにはCOMが30％必要。入れ替わったキャラクターは、COMが50％から開始される。ただし、同一フェイズ内に同じキャラクターが入れ替えを行うことはできない。
- 技の出される順番の設定を一人あたり3つまで保存しておけるようになった。また、5つの通常技をすべて違うものにすると、ボーナスとして合計の消費COMが10％軽減される。
- 敵ボスは全ての技に、雑魚も一部の技に名前が設定された。
- 戦闘中、敵の「重さ」のパラメータが簡易表示されるようになった。
- 敵が攻撃をブロックしている状態のとき、BLOCKゲージが出るようになった。これが無くなるとBLOCK状態は解除される。また、味方キャラクターの技にBLOCK貫通能力が追加され、特定の攻撃を使うと簡単にBLOCKを解除できるようになった。
- 特殊技がフロンティアゲージ消費型に変更された。
- メニューに「状況確認」が追加され、次の目的地が確認できるようになった。
- 経験値ボーナスの数値が変更された。必殺技や特殊技で敵複数を一度に倒すと1.3倍、必殺技や特殊技で単体の敵を倒し戦闘終了した場合は1.2倍の経験値ボーナスが入る。支援攻撃で戦闘を終了した場合はGOLDに1.3倍のボーナスが付く。また、援護攻撃の場合は前作では1.1倍の経験値ボーナスが入っていたが、本作では経験値ボーナスが入らない代わりにフロンティアゲージが30％増えるボーナスとなっている。

## 登場人物

### 主人公サイド

#### 主人公
アレディ・ナアシュ (Alady Na'ash)
声 - 関智一
本作の主人公。「修羅」と呼ばれる一族の闘士。17歳。「波国（はこく）」と呼ばれる国で幼い頃から戦いに身を投じており、「剛錬（ごうれん）のアレディ」の異名を持つ。「覇皇拳」「機神拳」という2つの流派を体得しており、素手による格闘戦に加えて自らの覇気を武器にして戦う。身につけている鎧は「轟魔」という名があり、アルクオンの姿をかたどったもの。
一人称は「私」。性格は生真面目で礼儀正しく、修羅の面々以外は敵であっても「殿」をつけ、敬語で話す。自らを鍛えるために修行することにこだわる。また、何事も修練であると考えている節があり、M.O.M.O.に「深呼吸して行きましょう」と言われた際、気を高める呼吸法を行うなどの行動にそれが現れている。そのためアシェンからは「修行マニア」、小牟からは「下手すれば修行中毒」と言われる。
かつては修羅特有（弱者に対して冷酷な部分など）の性格だったようだが（ヘイムレンいわく覇気が「禍々しい程にギラついていた」）、ネージュと出会って以降現在の性格になっていったという。ただし現在でも修羅としての考え方が根強く、戦いを嘆くアクセルやアルフィミィの考えが理解できていない。また、時に思いやりや気配りを見せる所があり、キュオンから「珍しく普通のいい人だ」と言われる。ただし初対面時にはそのキュオンから「爆発チョンマゲ」、アシェンからは「ヤシの木小僧」と呼ばれたりもしている。
17歳と若く、製造年数が14年のM.O.M.Oを除けば年齢のはっきりしているメンバーの中では最年少。生真面目であるため、言動や服装の過激な他のメンバーに振り回されることが多い。特に女性には免疫がないらしく、ネージュや神夜の発言を受けてうろたえることも多い（終盤ではさらりと返していた）。また、士狼やリーなどの半獣人と出会うと必ず獣羅（獣型の修羅）と間違え、周囲の者に訂正される（ボニーのことは「魚羅」と評した）。
覇気を通じてヒトの本質が視えることができ、初対面のKOS-MOSがただのアンドロイドではないことや、M.O.M.O.が人間でないこと（レアリエンであること）に気付いた。また場に残った覇気の残滓を感じ取ることで敵の居場所を察知したりといった能力がある他、一部のキャラクターに対して眼力で弱点を見抜くなどの芸当も見せた。過去にヘイムレンとの因縁があるらしい。
スタッフいわく「服も髪も全く揺れないのにカットインの枚数が前作キャラより多い」とのこと。
専用BGMは「紅い阿修羅」、「轟き、覇壊せし者(Ver.EF EXCEED)」。前者はフォルカ・アルバークの戦闘曲「紅の修羅神」、後者はヤルダバオト（神化後）のBGM「轟き、覇壊せし者」のアレンジ。
ネージュ・ハウゼン (Neige Hausen)
声 - 水樹奈々
本作のヒロイン。妖精族の国「エルフェテイル」の名家ハウゼン家の姫。117歳。過去の戦いにおいて次元転移に巻き込まれ、波国に飛ばされていた。レーザー銃を内蔵した大型の槍「フェイスレイヤー」で戦う。なお、このフェイスレイヤーは一部のパーティーキャラクターから戦闘開始時の掛け合いで交換を求められる程、珍しい物もしくは人気がある模様。
お姫様らしく気が強くてワガママ、さらにアレディいわく覇気も「やや高飛車」。アシェンからは「ツンデレ気取り」と称された。「ド熱心」や「ド真面目」など、単語を強調する際に頭に「ド」をつける癖がある。
エンドレス・フロンティアに帰還する以前にアレディと出逢ってから、彼の性格が変わっていくなど何かしらの影響を与えた模様。また、彼には種族を越えた特別な思いを抱いている様子。
脇やへそが丸出しのタンクトップにフリル付きのミニスカートといった、かなり露出度の高い服を着ており、キュオンからは「ムダ出し」、錫華姫からは「へそ出し娘」と呼称された。そのギリギリな服装とヘソに自信があるらしく、戦闘後の会話で錫華姫や沙夜と張り合う掛け合いがある。リンゴ型爆弾「ベノム・カーマイン」やレーザーを反射する鏡などを大量に持っており、戦闘時に使用する。
波国に飛ばされる前の13 - 14年前には神楽天原をおとずれており、幼いころの神夜とも面識がある。グラマラスなスタイルだが、18歳になった現在の神夜よりは劣るらしく、同じ姫ということもあり対抗心を燃やしている。また、密かに若さを保つ努力をしているらしい。
城の自室にギターやアンプがあるなど、音楽の趣味がある模様。技の中にもフェイスレイヤーをギター代わりに歌っているものがある。
元々は前作の没キャラクターであり、神夜のライバルという設定だった。
専用BGMは「Fairy Rom-Antic」、「Fairy Rom-Antic GO!」。これはシャインの戦闘曲「Fairy Dang-Sing」のアレンジである。

#### パーティメンバー
前作のパーティキャラクターたちと『OG』本編からのゲストキャラクター。前作のキャラクターの詳細については『無限のフロンティア スーパーロボット大戦OGサーガ』を参照。
ハーケン・ブロウニング (Haken Browning)
声 - 檜山修之
前作主人公で通称「さすらいの賞金稼ぎ」。現在はエンドレス・フロンティアを融合させたことで「世界を創り変えた男」として知られている。物語序盤では前作のアインスト撃破後に行方不明となった零児、小牟、KOS-MOSを探して各地を巡っている。追加技の中には前作の神夜の技「火鼠の衣」をマネした「ファイヤー・マウス」がある。飄々とした態度は相変わらずだが、アシェンを道具として使ったピートに対しては珍しく本気の怒りを現していた。
アレディいわくまとっている覇気は「ごく普通」。
専用BGMは「All Correct!(Ver.EF EXCEED)」（通常）、「OK? All Correct!」（必殺技）、「無限の“刻”が交わる場所で」（幻影）。
アシェン・ブレイデル (Aschen Brodel)
声 - 清水香里
ハーケンの部下のアンドロイド。前作同様容赦ない毒舌っぷりと情報分析をKOS-MOSたちに丸投げする様子は健在（報告しないだけで一応自分でも解析はしているらしい）。Wシリーズの一人W07であり、戦闘後の掛け合いでは時折アクセルを「隊長」と呼ぶ。
物語序盤ではハーケンの命令でフォルミッドヘイムの再建の手助けのために新オルケストル・アーミーに出向中。そのため、ラバースーツの部分が赤くなり、制服代わりのジャケットを身に着けたオルケストル・アーミー仕様の立ち絵がある。途中の戦闘イベントの際、「自分を持たないシャドウミラーの戦闘用アンドロイド」としての彼女が垣間見られる。
専用BGMは「ASH TO ASH(Ver.EF EXCEED)」（通常）、「ASH TO ASH Burst」（必殺技、敵時）。
楠舞 神夜（なんぶ かぐや）
声 - ゆかな
前作ヒロイン。神楽天原の皇族の姫。前作同様その巨乳について妬み、悪口などを他の登場人物から言われるが、まれに称賛されることもある。本人の台詞から、料理はそれほど得意ではないらしい。
追加技の中には前作のハーケンの技「ハイロー・ドロウ」をマネした「俳浪華札」がある。アレディいわく纏っている覇気は「可憐」。
前作に比べ強気な一面があり、戦闘後の掛け合いで琥魔に「無駄デカ姫」と言われた際「ホントにやっつけますよ!」と怒鳴り返す場面がある。また、前作の特殊技能「引っ込み思案」は「おっとり」に変更された。戦闘前後の会話や戦闘中のセリフに英語が混ざったり、「ジャンジャンバリバリ〜」と言ったりする。
専用BGMは「天衣夢泡の天満月(Ver.EF EXCEED)」（通常）、「月華煌々」（必殺技）。
錫華姫（すずかひめ）
声 - 能登麻美子
神夜のお目付け役でもある式鬼一族の姫。序盤では前作で滅魏城に大量に発生したミルトカイル石の撤去作業を行う一方、新たに出現し始めた黒いミルトカイル石を砕く方法を求めてドロシーの元を訪れようとしている。
本作ではボスクラスの敵と対峙した際もしくは勝利後、相手の目的を聞き出すためにやたらと「ねっちりと責め立て」ようとするため、T-elosとともにパーティーの悪役化に一役買っている。その悪役ぶりはアシェンと共に「『逢魔』に欲しい人材」と沙夜に言わせるほど。
筋肉質な男性が好みで、守天が恋人であるが、零児、アレディも好みのタイプの守備範囲にはいっているようである。特にアレディは他のメンバーに散々に言われていた彼女の戦闘方法を素直にほめる数少ないキャラクターのため、好印象な掛け合いを作中行っている。邪鬼銃王が排出した薬莢は男に掃除させているらしい。
前作の特殊技能「冷え性」は「ぎっくり腰」に変更されており、作中でも零児に腸捻転を心配されたり琥魔から腰痛に効く湿布を買うといった場面が見られる。一応冷え性もあるらしく、戦闘後の掛け合いでもハーケンに腹巻きを持ってくるように言ったりもしている。
アレディいわく、まとっている覇気は「コクとキレがある」らしい。
専用BGMは「舞・闘・全・夜(Ver.EF EXCEED)」（通常）、「まだまだ!舞・闘・全・夜」（必殺技）。
有栖 零児 （ありす れいじ）
声 - 井上和彦
『NAMCO x CAPCOM』からの出演。特務機関「森羅」のエージェント。前作のエンディングでアインストを撃破した衝撃により、物質界に帰還することができていた。
話をすぐに脱線、暴走させるメンバーが多い中での貴重なツッコミ役。パーティメンバーでは参戦が一番遅く、そこまでのメンバーの会話は際限なく暴走しがちで、その状況にハーケンも「マトモなツッコミ役がいない」と愚痴っていた（零児参入までの間は、主にハーケンおよびキュオンがツッコミ役ないしストッパー役を担当していた）。
よく悪口が飛び交うパーティ内において他メンバーからの評価が概ね高い。前作ほどハーケンと絡まないが、2人の友情がうかがえる場面もいくつか見受けられる。
尻叩きのテクニックが凄いらしく、アシェンには「スパンキングマスター」と呼ばれ、実際叩かれた小牟や琥魔は癖になっている節がある。最終的にはエンディングで琥魔に「有栖流・千手観音」と名付けられた。ただし今回はアレディという掌打の達人がおり、叩き役の先を越されることが多く「アレディがいると俺は楽ができるな」と言っている。
今回の異世界メンバーの中で、唯一自分からエンドレス・フロンティアにやって来た人物。
専用BGMは「ゆらぎの街のアリス(Ver.EF EXCEED)」（通常）、「必勝への軌跡(Ver.EF EXCEED)」（必殺技）。
小牟（シャオムゥ） (Xiaomu)
声 - 南央美
『NAMCO x CAPCOM』からの出演。特務機関「森羅」のエージェント。前作エンディングでアインストを撃破した衝撃により、物質界に帰還することができていた。本人いわく「永遠の765歳」の妖孤。前作では必殺技が零児と共通だったが、今作では専用の必殺技が用意された。その一つはコスプレしながら攻撃するというもの。また、全キャラクターの中で唯一カットインが4種類用意されている（他のキャラクターは3種類）。
今回は、非番中に本部のパソコンでネットサーフィンに興じていた時に召喚されてエンドレス・フロンティアにやってきた。
前作同様会話や技の使用時などに多数のパロディがちりばめられている。なお、前作から持っているブレード付きの拳銃「白金（プラチナ）」は、原作にない『無限のフロンティア』オリジナル武器。
専用BGMは「すばらしき新世界」（通常。前作同様、小牟専用アクセサリのCDとしても登場）、「必勝への軌跡(Ver.EF EXCEED)」（必殺技）。
KOS-MOS
声 - 鈴木麻里子
「ゼノサーガシリーズ」からの出演。前作エンディングでアインストを撃破した衝撃により、T.C4700年代の世界（ゼノサーガの世界）に帰還することができていた。姿はVer.4のもの。
『ゼノサーガ・エピソードIII』内における、浮遊大陸レンヌ・ル・シャトーの脱出時にトラブルが発生し、何らかの理由で調整槽ごとエンドレス･フロンティアに飛ばされてきた。
本作では前作では触れることはなかったグノーシスの正体、KOS-MOSに内在する「意識」について深く触れるシーンがある。アレディはアンドロイドである彼女から覇気を感じられることに驚いている。
調整を受けたものの前作からのバグは完全に治っていないようで、時折語尾が「にゃ」とおかしくなる。
専用BGMは「TRUE ORDER(Ver.EF EXCEED)」（通常）、「ETERNAL RECURRENCE」（必殺技、敵時）。
アクセル・アルマー (Axel Almar)
声 - 神奈延年
『OG』本編からの出演。何らかの理由で空間転移に巻き込まれてしまい、エンドレス・フロンティアに飛ばされ、それまでの経緯を忘れてしまう。自身の名や武器の扱いは忘れておらず、見聞きすることで思い出せる事柄も多い。
今作では生身で戦うので、剣を仕込んだトンファー「ミズチ・ブレード」を使用して戦う。アルフィミィと2人で一ユニット扱い。男女ペアということでアクセルのみ、男性専用装備と女性専用装備の両方を装備できる。
アレディいわく、まとっている覇気は「まあまあ」。なお、アクセルはアインストによって再生させられたという一面を除けば普通の人間だが、今作では本来エネルギー兵器の「青龍鱗」や「白虎咬」を生身で撃つ、「舞朱雀」、「乱黄龍」、「麒麟」など修羅顔負けのアクションをやってのけている。もともとすぐれた体術の持ち主であり、他のシリーズでもそのことが描写されている。また本編では語られていないが、『OG』のみの追加設定ではソウルゲインの操縦方式（ダイレクト・モーション・リンク）はパイロットの動きをトレースするものである。
記憶を失っており、『スーパーロボット大戦A』主人公バージョンと同様の軽い性格になっている（コウタからは「あんた、そんな感じだったっけ」と呆れられている）。他の人物たちからはその髪型などから、「ワカメ」呼ばわりされる。記憶を取り戻すのはエンディングだが、道中自分とかかわりの深い人物と名前や外見の似ているハーケンや神夜、零児、小牟、アシェンなどを見たり、『OG』本編中で起きた出来事と似たシーンに遭遇した際に記憶がイメージとして甦り、一時的に口調や性格もシャドウミラー時代のものが出ている。エンディングではハーケンがアシェンに育てられたということを知って驚いていた（彼にとってのアシェンの印象は、プランEF実行前の「W07」のままだったため）。
専用BGMは「DARK KNIGHT(Ver.EF EXCEED)」（通常）、「極めて近く、限りなく遠い世界に(Short)」（必殺技）。
アルフィミィ (Alchimie)
声 - 水谷優子
『OG』本編からの出演。何らかの理由で空間転移に巻き込まれてしまい、エンドレス・フロンティアに飛ばされ、名前以外の記憶を失ってしまう。ペルゼイン・リヒカイトと同じく日本刀「鬼蓮華」と鬼面「鬼菩薩」を使って戦う。アクセルと2人で1ユニット扱いだが、キャラクターの覧にはアクセルで表示され、戦闘で攻撃を受けると後ろに引っ込む。
アレディいわく、まとっている覇気は「可愛らしい感じ」らしい。戦闘では空を飛んだりワープしたりといったことができ、自分と同じアインストの技術が入ったナハト・アーベントと感応するといった力を持つ。この力は小牟から「乙女パワー」と形容され、戦闘前後の掛け合いなどでもその名で呼称する。
設定画通り下半身は黒いビキニパンツ一枚のため、アレディや零児といった男性陣はおろか露出の多いネージュや神夜からも「出し過ぎ」と言われるが、本人は「生き様」「オシャレ」「他の人も大体同じ」として全く気にしていない。
零児、小牟に「どこかでお会いしましたの?」などの質問を戦闘前後会話などでするが、「初対面のはず」「知らん」と返されている。自分たちの名前は覚えており、ヴィルキュアキントにおいてヴェーゼント・リヒカイトと接触したことがきっかけで自身の存在を思い出したが、アクセルとは逆にエンディングに至っても記憶は完全には戻らなかった。
「揺れる心の錬金術師(Ver.EF EXCEED)」（通常）、「極めて近く、限りなく遠い世界に(Short)」（必殺技）。

#### 支援キャラクター
何人かは敵として戦ったのちに仲間になる。敵としての行動およびカットインは前作に準じる。
琥魔（こま）
声 - 飯塚雅弓
今作では新たに自分の店を構えているが、パーティーに商売人（カッツェ、アン、ドロシー）が多く、ライバル意識を燃やしている。なお、尻尾を回転させて空を飛べる。腹黒さは健在で、ハーケンいわく「商人というより盗賊」。士狼とは本気で仲が悪い。普段のしゃべり方は丁寧だが、本来の腹黒いしゃべり方になると語尾に「ニャ」がつく。
専用BGMは「またまた! 神出鬼没の琥魔でございます!」。基本的に前作のBGMが流用されている支援キャラクターの中で、唯一新規のBGMを与えられた。
ドロシー・ミストラル (Dorothy Mistral)
声 - 桑谷夏子
とある理由でエスメラルダ城塞が半壊状態になってしまったため、犯人に修理費を請求するためにパーティーについてくる。今作でもショップで発明品や自分のお古を売ってくれるため、普通のショップとは品ぞろえが違っている。
本作では彼女の私室に入ることができ、そこには若かりし頃のジョーンの銅像が飾られており、実はジョーンのことが好きだったことが判明。後にジョーンと再会した際、人間であるため年を取ったジョーンに「より素敵になった」と返した。
エルフ族の貴族、スカートをはいており爆弾をそこから出す、ツンデレな性格といった共通項から、ネージュと「いろいろかぶっている」と他の登場人物によく言われる（ネージュ共々本人は否定しているが）。
専用BGMは前作同様「BOMBER GIRL!」。
アン・シレーナ (Anne Sirena)
声 - 大原さやか
勝利時のセリフによると、パーティーを自分の海賊団のメンバーと考えている節がある。人魚であるため下半身は魚であり、他のメンバーからは呼吸の問題や腰の構造について心配されているが、地上でも「空気がちと悪い」程度らしく問題なく活動している。しかしエラに砂が入ってしまったり体が乾いてしまうので時折海に帰りたそうな発言もしている。他の女性陣と違いスイーツには全く興味がない。また人魚ゆえ死に方をタタキやツミレ、活け作りといった魚の調理法に例えられる。
足がないのにもかかわらずネージュのミニスカートをうらやましがったり、アレディの足技を盗もうとしている。
専用BGMは前作同様「我らシレーナ海賊団」。
エイゼル・グラナータ (Ezel Granata)
声 - 稲田徹
今作ではオルケストルアーミーのリーダーを続けつつも新フォルミッドヘイムの王となり、多忙な日々を過ごしている。王にもかかわらずアレディ一行に同行し戦っていることを、ルボールやジョーンに半ば呆れ気味に叱責される。神夜との戦闘後の掛け合いより、彼の相手を「爆砕せしめる」戦闘法は、爆発を起こして攻撃する際、自分に来る衝撃は単純に耐えているだけという事実が判明する。髑髏の顔はマスクではなく素顔。今回はコピーも含め敵としては登場しない。
ヘンネ・ヴァルキュリア (Henne Valkyria)
声 - 桑谷夏子
オルケストル・アーミーの構成員。前作から相変わらずの人手不足のため、神夜（「お色気担当」として）や異なる世界の出身である零児やKOS-MOSなど、様々な人をオルケストルアーミーにスカウトしている。果ては敵までスカウトしようとするため、KOS-MOSからは「誰でもいいのですか?」と突っ込まれている。
キュオン・フーリオン (Kyon Fealion)
声 - 飯塚雅弓
オルケストル・アーミーの構成員。初登場の際は前作同様ガレキに埋まっていた。その毒舌っぷりとうっかり口を滑らせてしまう性格もそのまま健在。一方で会話の合間のツッコミのキレはなかなかのもの。アレディの見切りと本人の言によると尻尾を捕まれると力が抜けてしまうらしい。今作では口を滑らせるたびにアレディに掌打を受けている。掛け合いでは神夜にオススメの牛乳を聞く、アシェンに牛乳を持ってこさせるなど牛乳に関する会話が多い。
最初に仲間になる支援キャラクターであり、最初に戦うボスキャラクターでもある。また、オルケストル・アーミーで唯一本人と敵として戦うことになる（残りのメンバーは「魔倣の鏡」によるコピーが敵として登場）。
カッツェ・コトルノス (Katze Kotolnos)
声 - 置鮎龍太郎
元オルケストル・アーミーの副隊長、現在はマーカスタウン代表のオネエ口調の猫の獣人。男性陣メンバーにしょっちゅうモーションをかけ、困惑させている。口調とは裏腹にかなりの切れ者であり、キュオンについで仲間になるのが早い。パーティ内では参謀的な立場となり、アレディたちに目的地などの助言を行う。前作に比べ男らしいセリフが増えた。10年戦争でミラビリス城の城主、ハーム・ダームを処断したのはこの男である。
オルケストルの面々の専用BGMは全員共通で前作同様「ORCHESTRE ARMY」。ただしカッツェのみ「NOBLE WANDERER」。
沙夜
声 - 折笠愛
『NAMCO x CAPCOM』からの出演。当初はアグラッドヘイム側のキャラクターとして登場。組織で開発した機動兵器「百夜」をアグラッドヘイム側に奪われてしまったため、それを始末するために一行に加わる。今回は零児の必殺技にも登場。エピローグでは「百一胎計画」なる新たな計画が進んでいることを示唆している。
専用BGMは「すばらしき新世界」「必勝への軌跡(Ver.EF EXCEED)」（幻影、HP50％以下）。
T-elos
声 - 鈴木麻里子
「ゼノサーガシリーズ」からの出演。小牟からは「ツンデレ」ではなく「ツン殺」、アシェンからは「悪デレ」と評される。
KOS-MOSを破壊するために行動していたが、紆余曲折を経て「監視のため」という名目で一行に加わる。KOS-MOSとは常人には見えないところで通じ合うところがあるようである。また、彼女の体がほぼ人間と変わらないという事実をKOS-MOSが仄めかしている。
専用BGMは「TRUE ORDER(Ver.EF EXCEED)」、「ETERNAL RECURRENCE」（幻影、HP50%以下）。
M.O.M.O.（モモ）
声 - 宍戸留美
「ゼノサーガシリーズ」からのゲスト出演。支援キャラクターとして登場。消えたKOS-MOSを探すうちに、エンドレス・フロンティアへ辿りついた。衣装はEP3のものだが攻撃にはEP1のものが一部組み込まれている。
可愛らしい容姿とまじめで素直な性格、探索能力にも優れ、変身能力やレア・ハンターでレアアイテムを釣りあげられる、などの高い能力からキュオンや錫華といった少女のような外見をしたメンバーからは「地位が脅かされる」として一方的な対抗心を燃やされている。
専用BGMは「TRUE ORDER(Ver.EF EXCEED)」。
ファイター・ロア（コウタ・アズマ） (Fighter Roar)
声 - 寺島拓篤
『OG』本編からの出演。支援キャラクターとして登場。ある出来事で空間転移に巻き込まれ、エンドレス・フロンティアに飛ばされた。OG外伝後の話のため、合流時にアクセル&アルフィミィと顔見知り、フォルカたちとの縁で修羅のことも知っている、アシェンをラミアと間違えるなどの行動で一行を混乱させた。
転移後ロア（の魂）とは交信不能になっており、そのためロア・アーマーが離脱不可能（ただしフェイスマスク部は開けることができる）。本人の予測によると、コウタが記憶を失わなかったのはロアが守ってくれたかららしい。
専用BGMは「BURN NOW!」。支援攻撃「グレイト・ラッシュ」はコンパチヒーローシリーズで戦士ロアが使っていた攻撃の複合。
マーク・ハンター
声 - 矢尾一樹
『ガイアセイバー ヒーロー最大の作戦』からの出演。エンドレス・フロンティアが融合した際にどこからともなく現れたバウンティーハンター。元々この世界にいたのか、別の世界からやって来たのかは不明。「薄汚ねえ金目当てのハンター」を自称するだけあり金のためならどんな依頼も引き受けるが、裏切り行為や二重契約にスパイの真似事までする。同じ賞金稼ぎとしてハーケンに対抗意識を持つが、ハーケンはバウンティーハンターとして同一視されることを嫌っている。
実際、賞金より高額の報酬を出すという理由で討伐対象のアグラッドヘイムに雇われたり、ジョーンに雇われておきながらあっさり修羅に寝返ったりする。ただし破棄するわけではなく、依頼を両方とも遂行するなどきっちり筋は通す。直前に聞いたこと（主に依頼内容）をすぐ忘れて聞き返すなど間抜けな一面がある。なお実力は高く、ヴァナーにも「ジョームの代わりは十分務まる」と言わしめるほど。
周回プレイを行うと味方にできる（最初の一回のみ契約金として300000Gが必要）。支援時に時折「やってやるぜ!」と叫ぶこともある。
『ガイアセイバー』での資料がほとんど残っていなかったため、斉藤和衛によってデザインがリファインされた。
戦闘BGMは「H.U.N.T.E.R.」。これは『ガイアセイバー』のオープニングタイトル曲のアレンジである。

### 敵キャラクター

#### 修羅
ゲルダ・ミロワール (Gerda Miroir)
声 - 沢城みゆき
「凍鏡（とうきょう）のゲルダ」の異名を持ち、氷の技を得意とする女性修羅で、アレディたちと敵対する修羅のリーダー。「アイスベルク監獄」の獄主を務める。羅刹機のパワーと合わせて用いることで、新ロストエレンシア南部を丸ごと極寒の地に変えるほどの覇気を持つ。使う技の一部はペイリネスのそれをモチーフとしたもの。
胸元や脇、背中が大きく開いたドレスのような服を着ており、キュオンからは「勘違いセレブ」と呼称された。
戦闘BGMは「混沌を望む声」（1回目）、「轟き、覇壊せし者(Ver.EF EXCEED)」（2回目）、「覇てなき修羅道」（幻影）。
ヘイムレン・シルバート (Hamelen Silbato)
声 - 杉田智和
アレディのライバルであり、ゲルダの部下でもある修羅。二つ名は「操音のヘイムレン」。アレディたちと同じくアルクオンを追ってエンドレス・フロンティア中を巡る。その笛には催眠効果もあり、他人を意のままに操ることも可能で、各地で催眠に落とし込んでは戦力または足止めとして使っている。本領を発揮できなくても動きを封じることが可能。戦闘では笛で操った獣羅をけしかけたり、「趣味じゃない」らしいが蹴り技も繰り出してくる。
アイスベルク監獄に収監されている者たちに「操音」を使い、戦力を増強するのが普段の役目。修羅の中では頭の切れるタイプで、「魔倣の鏡」の真の力を解明・利用し、また機械技術に疎い修羅にあってロストテクノロジーである羅刹機を新たに開発、量産一歩手前まで漕ぎつけている。
「○○だねぇ」が口癖。かぶっている三日月形の特徴的な帽子はたびたび「バナナ」扱いで登場人物たちに呼ばれ、そのまま本人の呼称にもされてしまっている。
基本的に飄々とした性格だが、その本質は修羅の生き様を体現するかのような骨太の性格であり、「闘争に生きて闘争に死ぬ」ことを当然と受け取っている。アイスベルク監獄にてアレディからエンドレス・フロンティアでの修羅の生き方の答えを聞いた際には「君の答えは僕の（修羅としての）今までの生き方を愚弄するものだ」と怒りを露わにしていた。
名前は『ハーメルンの笛吹き』から取られており、ピエロをイメージしている。
戦闘BGMは「紅い阿修羅」（本編）、「Deep Ground」（幻影）。
毒馬頭、毒牛頭
声 - 奈良徹、西嶋陽一
沙夜と一緒に召喚され修羅へスパイとして送り込まれたが、並みの獣羅を凌駕する力があったため、ゲルダが急務とする戦力の増強により、ヘイムレンの笛によって逆に洗脳されてしまう。組織にあまりになじみすぎて、初対面の獣人を何でも獣羅扱いするアレディどころかゲルダやヘイムレンからも獣羅と勘違いされ、挙げ句「我ら修羅の所行は言葉などでは紡げん!!」などと発言。完全に獣羅そのものと化してしまった。その状態にもかかわらず、今作でも毒牛頭は神夜にボイス付きで求婚していた。さらに、覇龍の塔で彼が落とす神夜専用のアクセサリは婚約指輪ならぬ「婚約鼻輪」である。

#### シャドウミラー残党
ピート・ペイン (Pete Pain)
声 - 中村悠一
「W03」を名乗るアンドロイド。一人称は「自分」。ブレードとマシンガンの複合武器「カリング・ブレード」、超振動発生器「フェアリー・ガスト」を操る。ネバーランドの中枢コンピュータである「ティンク・アベル」を狙い、アレディたちの前に立ちふさがる。ハーケンを除いたWナンバーの制御を乗っ取る「コードPTP（プレイ・ザ・パペット）」を搭載。詳しくはシャドウミラー#ピート・ペインを参照。戦闘BGMは「招かれざる異邦人」、「戦う者たちの思惑」（幻影）。
ナハトをゲシュペンストMK-III、アーベントをゲシュペンストMK-IVと呼ぶ。
カルディア・バシリッサ (Kaldia Basirissa)
声 - 鈴木麻里子
「W06」のコードナンバーを持つアンドロイド。前作でハーケンたちと戦って敗れ機能停止していたが、修復・再起動された。ただし修復は不完全らしく、前作でハーケンたちと戦ったデータは失われている。今作ではピートに従い、行動を共にする。詳細はシャドウミラー#カルディア・バシリッサを参照。

#### アグラッドヘイムの住人たち
スヴァイサー以外はBGMが「深淵からの呼び声」と「Agrado-heim」で共通（一部別のBGMあり）。ただしキャラクターによってどちらが戦闘曲かが異なる。基本的にガンド3兄弟が「深淵からの呼び声」、それ以外が「Agrado-heim」だが、隠しダンジョンの幻影や、本編でも場面によってはどちらが流れるか異なる。ガグン含む全員が赤い肩当てを着けているのが特徴。
ヴァナー・ガンド (Vanar Gand)
声 - 置鮎龍太郎
ロック・アイ直属の部下「ガンド3兄弟」の長男。変幻自在のムチ「グレイプ・ウィップ」と体術を使う獣人。アレディとはかつて戦ったことがあり、実力は認めている。寡黙な性格で必要以上のことはあまり話さず、挑発にも全く乗らない。
戦闘BGMは「Agrado-heim」（本編）、「狩人たちの挽歌」（幻影）。
ヘラ・ガンド (Hela Gand)
声 - 宍戸留美
ロック・アイ直属の部下「ガンド3兄弟」の長女。さばさばした性格だが、仕事は堅実にこなす。高い魔力を持ち、様々な魔法を操る魔族。口数が多く、とぼけるのが苦手。最初に戦うアグラッドのメンバーでもある。
戦闘BGMは「深淵からの呼び声」。
ジョーム・ガンド (Jorm Gand)
声 - 小野健一
ロック・アイ直属の部下「ガンド3兄弟」の次男で末弟。巨大な黄金の錨「グレイキャット･スラップ」を武器とする他、肉弾戦や毒霧を用いた戦法を得意とする龍人。粗野で乱暴な印象を受け、また実際その側面が強いが、相手の会話の中から情報を読み取る、敗北すれば無駄口を叩かず即退散する、など状況に適した行動を取る優れた兵士でもある。巨体に似合わず泳ぎが得意。他の面々と違い失敗らしい失敗は少なく、見た目に反して割と冷静。
戦闘BGMは「Agrado-heim」。
ロック・アイ (Lok Eye)
声 - 稲田徹
波国で修羅と戦っていた「アグラッドヘイム」の幹部の一人。召喚術を得意とするが、召喚したものを操る術を持たない。従って、戦闘時は自前の力で戦う。『NAMCO x CAPCOM』のキャラクターたち（零児以外）をこちらの世界に召喚したものの、結果として召喚した沙夜が離反し、自分に従うことを小牟に命令してもあっさり拒まれるなど、成功した例はあまりない。冷静かつ理知的な性格で不測の事態にも慌てることはないが、その余裕さがアダとなり知らずに口を滑らせてしまうことも。なお、幹部連では最上位に位置する。組織内では参謀的立場にあり、ガグンに作戦の進捗状況を説明したり、各種の報告を受けたりするのが役目。
戦闘BGMは「Agrado-heim」（初戦）、「深淵からの呼び声」。
リグ・ザ・ガード (Rig The Guard)
声 - 中村悠一
アグラッドヘイムの幹部の一人。かつてアレディと戦った戦士で、相手の技をコピーする技能がある。そのため「機神剛鉄甲」に似た「シュラ・ナックル」なる技を使用。武器は持たず、徒手空拳で戦う。全身を鎧で覆い、素顔・種族は不明。本来はアグラッドの中枢「シュテルベン・シュロス」の門番が役目で、「ザ・ガード」の名はそれが由来。エンドレス・フロンティアにおいては基本的に実働部隊として転戦を繰り返し、前線指揮官の役割も兼ねる。波国がエンドレス・フロンティアに融合する前の戦いでは、アグラッドヘイム側で唯一覇龍の塔に踏み込んでおり、アレディ、シンディと激戦を繰り広げている。他勢力の技術を我がもののごとく使うアグラッドにおいて、唯一それに不快感を覚えていた。
戦闘BGMは「紅い阿修羅」（1回目）、「Agrado-heim」（2回目）、「混沌を望む声」（3回目）。
ヒルド・ブラン (Hild Bran)
声 - 大原さやか
アグラッドヘイムの幹部の一人。豊満なボディを持つ有翼人であるが、フォルミッドヘイムとの関係は不明。「魂の請負人」を名乗り、アレディたちの前に立ちふさがる。非実体剣「シュナーベル・ソード」や羽を撃ち出す技を使うなど、ヘンネとの共通点がある。その他、ビームを撃ち出す腕輪「アンドヴァラー」を装備している。丁寧かつ穏やかな口調で話すが、目的のためとなれば何事にも躊躇しない。沙夜とは腹の探り合いをしつつも気があっていたらしく、ミラビリス城での別れ際には彼女が裏切ることを察しつつも見逃している。
戦闘BGMは「Agrado-heim」（本編）、「深淵からの呼び声」（幻影）。
片那（かたな）
声 - 水谷優子
『NAMCO x CAPCOM』からの出演。今回はアグラッドヘイム側で操っているらしく、沙夜の命令に従わない。
百夜（びゃくや）
声 - 水谷優子
沙夜が召喚される前にオリジナルの3体が召喚された、「百夜計画」の産物。片那を生体コンピュータとして駆動する。アグラットヘイムでは「次元掘削機」として丁重に扱われている。設定的には『NAMCO x CAPCOM』だが、実質『EXCEED』のオリジナル。『PROJECT X ZONE』では、「百夜・改」が登場している。
ガグン・ラウズ
声 - 小野健一
『EXCEED』全体の黒幕にしてアグラッドヘイムの王。次元転移の際、暴走したヴェルトバオムを身を挺（てい）して静めたものの、反動で体を失った。そのため、現在ではロックが奪取して来たWナンバーの一人「ギムノス・バシレウス」のボディに魂を宿している。本来の姿や種族は不明。実力もかなりのもので、大薙刀「ヴェセル・スライサー」とギムノスが搭載する火器で戦う。
なお、フォルミッドヘイムの前王シュタール・ディープは元々彼の部下であり、フォルミッドヘイムはかつてアグラッドヘイムから分離独立した国である。そのため自らエイゼルの許へ赴き、国の明け渡しを勧告していた。
エンドレス・フロンティアに多大な被害を与える作戦を推し進め、そのために部下や己の命を失うことも辞さないなど、組織の目的のために全く妥協をしない強い意志が見られる。
戦闘BGMは「深淵からの呼び声」（1回目）、「無限の“刻”が交わる場所で」（2回目）、「Agrado-heim」（幻影）。
スヴァイサー
声 - 小野健一
本作のラスボス。ガグン・ラウズ（の魂を宿すギムノスの体）がヴェルトバオム起動の衝撃に耐えるため、その力で変貌、巨大化した姿。
スレードゲルミルを想起させる外見を持つ。同機との差異としては、額にあるのが角ではなくスレードの斬艦刀に似た刃であること、得物が斬艦刀から両肩のパーツを合体させて出現する大型ドリル「ディバイン・ドリラー」になっていること、両腕に大型のエネルギーマシンキャノン「ゴールド・バングル」が装備されていることなどがある。必殺技の「星穿の神槍（ほしうぎのしんそう）」にはスレードゲルミル同様の咆哮カットインと台詞があり、スレードゲルミルの「斬艦刀・星薙之太刀」との共通点が見いだせる。最終面以外にも、隠しダンジョンに幻影が登場し戦うことが出来る。
どちらが勝っても倒れた方の魂を喰らい、ヴェルトバオムは起動すると言う絶対的有利な条件で決戦に挑んだものの、器としてギムノスを選んだことが仇となり、アレディの「封魂の掌打」で魂を閉じ込められ、ネージュと神夜によってヴェルトバオムごと完全封印された。アクセルいわく、「借り物の体で大それたことをやらかそうとしたからだ」とのこと。
専用BGMは「無限の“刻”が交わる場所で(Orche)」（開始時）、「無限の“刻”を越えた地で(Orche)」（HP50％以下）、「無限の“刻”を越えた地で」（幻影、HP70％以上）。

### その他登場人物
シンディ・バード (Cindy Bird)
アレディの師匠に当たる女性修羅。機神拳の使い手で、「影業（えいごう）のシンディ」の異名を持つ。ゲルダ派とは長い間対立している。
物腰の柔らかな礼儀正しい女性で、ネージュも彼女には敬語で会話している。現在はアルクオンが安置されている覇龍の塔を守っている。戦闘する場面はないものの実力は相当なレベルらしく、ヘイムレンいわくアルクオンの操者となってもおかしくないらしい。
彼女は常日頃に鍛練を重ねているため、登場する女性キャラクターの中では筋肉質で特に腹筋が浮き出ている。
アレディいわく彼女が彼に行う修行の過酷さは、通常の戦闘の方が生ぬるい程らしい。また、甘い物が好きであることも彼が明かしているが、節制と修行のため、食べるのは月に一度だけに留めている。
ギムノス・バシレウス
「W05」のコードナンバーを持つアンドロイド。世界統合以前に何者かによって奪取され、行方不明になっている。他者のパーソナリティを移植することを前提とした非人格タイプである。詳しくはシャドウミラー#ギムノス・バシレウスを参照。
クレオ・グレーテル (Cleo Gretel)
声 - 沢城みゆき
ドゥルセウス封墓の管理人で、下半身が蛇の半獣人。一人称は「ウチ」。明るくのんきな性格。ドゥルセウス封墓下層部の床や壁、装飾物に至るまで、大部分をチョコレートやクッキーで出来たものに変更するほどお菓子に目がなく、アンク型のロリポップ（ペロペロキャンディー）を常に手にする。ショップ「ファッティ・ヘンゼル」を経営しハーケンたちにも売ってくれる。ハーケンやカッツェとは顔見知りで、カッツェの経営する喫茶店のお菓子の仕入れ先となっている。後にトレイデル・シュタットへ支店進出も行う。
ジョーン・モーゼス
ハーケンの義父で、元ツァイト・クロコディール艦長にして元祖「さすらいの賞金稼ぎ」。前作に引き続き、トレイデル・シュタットの代表を務めている。今作では前作で仄めかされた女好きが前面に出てきており、ハーケンにすら呆れられている。
リィ・リー
ツァイト・クロコディールの副艦長である虎獣人。今作では、彼が賞金稼ぎ時代に使っていた「肘サポーター」という武器が装備品として登場する。
澄井鞠音（すみい まりおん）
リィと同じくツァイト・クロコディールの搭乗員。今作では前作のエンディングのように護衛にPTを従えて遠征し、ダンジョンの仕掛けの解析を行うこともしばしば。
ルボール・ククルス
エルフェテイルの王としてアブリエータを治めている。
守天（しゅてん）
前作で大量に発生したミルトカイル石を撤去しつつ、滅魏城を治めている。前作のような野心は抱いていない様子。
乙音（おとね）
裏玄武の頭領として忙しく働いている。男では食材の目利きがなっていないとのことで、裏玄武での食材の買い出しは彼女が担当している。
士狼（しろう）
声 - 宮下栄治
神楽天原で「万屋・大判小判」を構える犬獣人の商人。今作で神楽天原の宿屋も士狼が経営していることが明かされた。今作では「花咲抜刀牙」で戦っていたようだが、具体的にどのような技かまでは明かされなかった（カッツェいわく「グルグル回転して噛みついていた」らしい）。
ボニー・マクシマド
アンの副官の半魚人。武器の2丁拳銃「バーシューター」が装備品として登場する。

## 機動兵器
アルクオン (Alc-On)
波国の「覇龍の塔」に安置されていた、伝説の羅刹機。覇気によって自律稼働し操者とともに戦う。しかし本機は特定の操者を持たず、波国がエンドレス・フロンティアと融合した後に姿を消す。ボディの色は通常時は黒が基調だが、必殺技のフィニッシュ時には全身が赤くなりヤルダバオトに似た姿となる。
デザインはヤルダバオトをベースとしており、より和風な鎧武者をイメージしている。
フェイクライド (Fee-Kleid)
ハウゼン家に代々伝わる妖精機。操者の魔力で自律稼働するが、妖精族が波国に次元転移する前に起こった戦争で行方不明になっていた。妖精族がエンドレス・フロンティアに帰還した後に再び姿を現すようになる。両腕に装備されているリファインド・スウェイヤーはネージュのフェイスレイヤーのブレード部分と似た形状になっている。フェアリオンと機体の容姿が酷似している。
ゲシュペンスト（ファントム）、アルトアイゼン・ナハト、ヴァイスリッター・アーベント、邪鬼銃王
前作から引き続き登場している機動兵器。詳細は、前作を参照。前作ではファントム、ナハト、アーベントの三機は援護攻撃で呼び出す際にランダムで一機が選択されていたが、今作では支援キャラクターとして個別に設定出来る。
アークゲイン
前作から引き続き登場している機動兵器。正体は「W10」のコードナンバーを持つ機動兵器であり、ピートによって再生産された。詳細は、前作を参照。

## スタッフ
- プロデューサー - 塚中健介（バンダイナムコゲームス）
- 開発プロデューサー - 石谷浩二（モノリスソフト）
- 開発ディレクター - 森住惣一郎（モノリスソフト）
- スーパーバイザー - 寺田貴信（バンプレソフト）
- メインキャラクター・メカニックデザイン - 斉藤和衛
- キャラクターイラスト - 河野さち子
- 開発 - モノリスソフト

## 主題歌
OP「UNCHAIN∞WORLD」
作詞 - Hibiki、作曲 - 上松範康（Elements Garden）、編曲 - 中山真斗（Elements Garden）、歌 - 水樹奈々（キングレコード）

## プロモーション

### 無限の宴
2010年2月28日にバンダイナムコゲームス未来研究所 ファンシアターにて、本作の発売記念と『スパロボOGラジオ うますぎWAVE』の公開録音をかねたイベントが開催された。スーパーロボット大戦シリーズのチーフプロデューサー寺田貴信、無限のフロンティアシリーズのプロデューサー塚中健介およびディレクター森住惣一郎に加え、ヘイムレン・シルバート役の杉田智和、ファイター・ロア役の寺島拓篤、楠舞神夜役のゆかなが出演してのトークセッションが行われ、事前に募集していたファンからの質問に答えた。

## 関連商品

### 攻略本
- 無限のフロンティアEXCEED スーパーロボット大戦OGサーガ パーフェクトバイブル（エンターブレイン） ISBN 9784047264328